# Cenáculo orensano
Recibe el nombre de cenáculo orensano un grupo de autores que, naturales o residentes en la ciudad de Orense, posteriormente formarán parte (en su mayoría) del denominado grupo Nós. Sus miembros más destacados fueron Ramón Otero Pedrayo, Florentino López Cuevillas y Vicente Risco.

## Historia del grupo
El cenáculo orensano supone la fase anterior al galleguismo de los escritores citados. De hecho, en el caso particular de Vicente Risco, este pregalleguismo puede considerarse como antigalleguismo, puesto que llegó a afirmar (en su revista La Centuria, 1917) que "él que quiera ser leído que escriba en castellano". De todas formas, una vez convertido a la causa gallega, Risco asumió el compromiso pleno con la lengua gallega.
Por otra parte, como precisamente indica Vicente Risco en su ensayo Nós, os inadaptados, el cenáculo orensano estaba constituido por un conjunto de dandies, intelectuales pregalleguistas y de clase acomodada, que vivían alienados, al margen de los problemas del mundo en el que se hallaban (vivían en su "torre de marfil"). Entre sus principales preocupaciones estaban el esoterismo, la filosofía oriental y filosofía nietzscheana. Esto los motivó para viajar y conocer otras culturas, sobre todo en lo relativo al ocultismo. Este gusto por el  otro lado puede verse reflejado en la obra de estos autores, como podemos apreciar, por ejemplo, en las obras O purgatorio de don Ramiro y O desengano do prioiro de Ramón Otero Pedrayo o Do caso que lle aconteceu ao doutor Alveiros de Vicente Risco.
Todo el proceso de galleguización de estos autores aparece retratado en Arredor de si de Ramón Otero Pedrayo.